# Битва при замке Уцуномия
Битва при замке Уцуномия (宇都宮城の戦い, Utsunomiyajō no tatakai) — битва между проимперскими силами и силами сёгуната Токугава во время Войны Босин в Японии в мае 1868 года. Это произошло, когда войска сёгуната Токугава отступали на север в сторону городов Никко и Айзу.

## Исторический фон
Ранней весной 1868 года бывшие вассалы Токугава под командованием Отори Кэйсукэ и Хидзиката Тосидзо массово покинули столицу сёгуна Эдо и собрались в Конодае. Также присутствовало небольшое количество людей Айдзу под командованием Акизуки Нобориноскэ и войск княжества Кувана под командованием Тацуми Наофуми, а также горстка выживших синсэнгуми, таких как Симада Кай. Хотя многие из них были самураями, также присутствовало много представителей других социальных классов, особенно под непосредственным командованием Отори. Их целью было Уцуномия, город-замок на дороге на север к Никко и Айдзу, который имел жизненно важное стратегическое значение. Даймё Уцуномии, Тода Тадатомо, отсутствовал, так как Токугава Ёсинобу обвинил его в поездке в Киото и представлении письма с извинениями и подчинением . По прибытии в Оцу Тода был встречен силами Сацума-Тёсю и помещен под стражу, поскольку такое сообщение, достигшее ушей императора Мэйдзи, могло привести к преждевременному помилованию, что осложнило бы военные цели альянса против Токугавы. Это оставило Уцуномию в руках предшественника Тадатомо в отставке, Тода Тадаюки, который также выступал за капитуляцию, но не участвовал в усилиях бывшего сёгуната.

## События, приведшие к битве
За несколько дней до нападения бывшие силы сёгуната быстро перемещались в этом районе от замка к замку, а Хидзиката захватил два владения в провинции Хитати — Симоцума и Симодате — 7 и 8 мая. Однако, поскольку эти владения были небольшими, и их даймё бежали, у них не было много денег или припасов, и Хидзиката не смог получить то, на что надеялся. Почти одновременно в Уцуномии вспыхнул крестьянский бунт, что дало бывшим силам сёгуната прекрасную возможность нанести удар, которой они воспользовались без промедления. Войска Отори начали атаку на замок утром 10 мая 1868 года, столкнувшись с объединенными имперскими силами, состоящими из войск из княжеств Мацумото (провинция Синано , 60 000 коку), Куробанэ (провинция Симоцукэ, 18 000 коку), Мибу (провинция Симоцукэ, 18 000 коку), Ивамурата (провинция Синано, 18 000 коку), Судзака (провинция Синано, 12 000 коку), Хиконэ (провинция Оми, 350 000 коку), Огаки (провинция Мино, 100 000 коку), Уцуномия (провинция Симоцукэ, 77 000 коку) и Касама (провинция Хитати, 80 000 коку) . Замок пал в тот же день, когда Тода Тадаюки бежал в Татебаяси. Отори, возглавляя основной отряд армии, вошел в замок. Его войска раздали запасы риса для замка горожанам, которые, как отмечалось ранее, бунтовали в течение последних нескольких дней.
Затем были предприняты усилия по укреплению позиций Отори. Люди Отори, теперь связанные с силами Хидзикаты, в том числе другие, такие как отряд бывшего члена Синсэнгуми Нагакура Симпати, Сейхэйтай, направились на север, в Мибу, где намеревались спрятаться и выжидать; однако по прибытии они обнаружили, что силы Сацума уже захватили замок. Войска Сацума, потрясенные внезапным появлением врага, отошли в замок Мибу и перешли к обороне; и в то время как нападавшие намеревались поджечь город-замок, начался проливной дождь, сделавший это невозможным. Несмотря на все усилия, это объединенное подразделение не смогло взять замок Мибу и отошло в Уцуномию, потеряв в общей сложности 60 человек убитыми и ранеными, в том числе восемь офицеров.
С юга имперская армия во главе с силами Сацума и Огаки 14 мая продвинулась в северо-восточном направлении по дороге Мибу-кайдо, предприняв контратаку, которая привела к повторному захвату замка Уцуномия 14 мая, в тот же день. Столкнувшись с поражением, силы Отори отступили на север, через Никко, к Айдзу.

## Последствие
В то время как княжество Айдзу ранее выступало в первую очередь за капитуляцию и мирные переговоры, а затем за сопротивление, вступление огромного числа лоялистов в бывший сёгунат после их отступления из Уцуномии заставило его твердо перейти в сферу вооруженного сопротивления:

… солдаты сёгуната, которые поддерживали продолжение войны, начали массово покидать лагерь и уходить из Эдо в Айдзу, что потребовало изменения позиции Айдзу на провоенную. Такие люди, как старший советник Сайго Таномо и судья по сельскому хозяйству Кавахара Зендзаэмон, продолжали настаивать на верности и подчинении, однако их не услышали, и над северо-востоком Японии распространились тучи войны…
В последующие годы Отори написал отчет о битве под названием «Нанка Кико» (南柯 紀 行), который появился в Кю Бакуфу (舊 幕 府), журнале, который он помогал редактировать и который был посвящен документированию истории Бакумацу.